# Peter Muhlenberg
Johan Peter Gabriel Muhlenberg (født 1. oktober 1746, død 1. oktober 1807) var en amerikansk præst, soldat og politiker før under og efter den amerikanske uafhængighedskrig. 

## Barn- og ungdom
Muhlenberg blev født i byen Trappe i Pennsylvania som søn af Anna og Henry Muhlenberg, som begge havde Pennsylvania Dutch baggrund. Som 17-årig blev han i 1763 sendt til Halle i Tyskland sammen med sine to brødre, Frederick Augustus og Gotthilf Henry Ernst. Her blev de uddannet i latin. 
I 1767 forlod han skolen for at blive salgsassistent i Lübeck, men allerede samme år rejste han tilbage til Pennsylvania, hvor han fik en klassisk uddannelse på det, der gengang hed Academy of Philadelphia, i dag University of Pennsylvania. 
En kort overgang gjorde han tjeneste i et tysk dragonkorps inden han vendte tilbage til Philadelphia. Her fik han øgenavnet "Teufel Piet" (Djævlepeter). I 1768 blev han ordineret som lutheransk præst, og han blev leder af en menighed i Bedminster, New Jersey. Kort efter flyttede han dog til Woodstock i Virginia. Her giftede han sig med Anna Barbara Meyer, kaldet Hannah, og de fik seks børn sammen.
I Virginia kunne han kun fungere som præst, hvis han var præsteviet i den anglikanske kirke, også selv om han selv og hans menighed var lutheranere, så i 1772 besøgte han England, hvor han blev præsteviet som anglikansk præst. Da han kom tilbage til Woodstock blev han leder af Comittee of Safety and Correspondance i Dunmore County i Virginia, en af de mange organisationer, der var med i arbejdet med at koordinere og organisere det, som skulle blive til den amerikanske uafhængighedskrig. I 1774 blev han valgt til det såkaldte House of Burgesses, som var den første folkevalgte forsamling af engelske kolonister i Nordamerika. Denne organisation blev opløst kort efter af den engelske guvernør, Lord Dunmore, og i stedet oprettede kolonisterne nogle såkaldte "konventer" (en: Convention). Muhlenberg blev valgt som repræsentant til 1. Virginia Convention.

## Militær karriere
Mod slutningen af 1775 blev Muhlenberg bemyndiget til at oprette og organisere det 8. Virginia Regiment i Den kontinentale hær. Han blev samtidigt gjort til oberst i regimentet. Muhlenberg tøvede med at påtage sig opgaven indtil George Washington personligt bad ham om det. Også hans bror, Frederick, der ligeledes var blevet præst, var imod det. Frederick ændrede dog mening, da han egen kirke blev brændt ned for øjnene af ham; derefter gik han også selv ind i hæren.
Den 21. januar 1776 prædikede Muhlenberg i den Lutheranske kirke i Woodstock,.. Han prædiken tog udgangspunkt i 3. kapitel i Prædikerens Bog, hvor det hedder: "Alting har en tid, for alt, hvad der sker under himlen, er der et tidspunkt." Da han kom til vers 8: "En tid til at elske, en tid til at hade. En tid til krig, en tid til fred" fortsatte han ikke med vers 9, men sagde i stedet "og dette er en tid til krig". Derefter tog han sig præstekjole af, og afslørede at han inden under bar sin uniform som oberst i Den kontinentale hær. Han gik udenfor kirken og blev fulgt af mange medlemmer af menigheden, og inden for 30 minutter havde 162 mænd meldt sig som frivillige.. Næste dag marcherede han ud af byen i spidsen for 300 mand, som skulle komme til at udgøre kernen i 8. Virginia Regiment.
Regimentet blev i første omgang sendt til South Carolina, hvor de skulle beskytte South Carolinas og Georgias kyster. I begyndelsen af 1777 blev regimentet igen sendt nord på, hvor de sluttede sig til Washington's hovedstyrke. Muhlenberg blev udnævnt til brigadegeneral i en brigade, som var kendt som Virginia Line. Brigaden indgik som en del af generalmajor Nathanael Greenes division i Slaget ved Valley Forge. Senere deltog Muhlenberg i slagene ved Brandywine, Germantown og Monmouth. Efter det sidste slag blev brigaden igen sendt syd på, men Muhlenberg blev tilbage og fik til opgave at lede forsvaret af Virginia, primært med tropper fra statens milits.
Under Slaget ved Yorktown kommanderede han 1. Brigade i Lafayette's Lette Division. Brigaden var en del af det såkaldte Lette Infanterikorps, og den bestod af kompagnier af let infanteri fra Massachusetts, Connecticut, New Hampshire, Rhode Island og New Jersey, i alt 22 kompagnier. De var posteret på højre flanke, og bevogtede to skyttegrave, der var anlagt for at føre amerikanske kanoner tættere på Cornwallis' forsvarsanlæg. Ved krigens slutning (i 1783) blev Muhlenberg udnævnt til titulær generalmajor, og han slog sig ned i Montgomery County i Pennsylvania.

## Politisk karriere
Efter krigen blev Muhlenberg indvalgt i Supreme Executive Council of the Commonwealth of Pennsylvania i 1784.. Den 31. oktober 1787 blev han valgt som vicepræsident for rådet, en stilling der svarede nogenlunde til viceguvernør. Hans tid som vicepræsident blev afsluttet på mystisk vis. Af rådets referater fra den 14. oktober 1788 fremgår at han havde forladt Philadelphia uden at indgive sin afskedsbegæring, så en budbringer blev sendt efter ham. Der omtales intet om, hvorfor at rådet forventede en afskedsbegæring fra Muhlenberg. Samme nat kom budbringeren tilbage med afskedsbegæringen og rådet mødtes i rådspræsidenten, Benjamin Franklins hjem for at vælge en afløser.
Muhlenberg var dog ikke ude af politik. Han blev valgt til 1st United States Congress (1790 – 1791), som en af Pennsylvanias repræsentanter. Muhlenbergs bror, Frederick August var formand for kongressen. Peter Muhlenberg repræsenterede igen Pennsylvania i den 3. kongres (1793 – 1795) og 5. kongres (1799 – 1801), begge gange som Republikaner. I februar 1801 blev han valgt til USA's senat, men allerede 30. juni samme år trak han sig tilbage.
Præsident Thomas Jefferson udpegede ham chef for skattemyndighederne i Pennsylvania i 1801 og i 1802 som toldopkræver i Philadelphia, en post som han bestræd til sin død fem år senere.
Muhlenberg døde i Montgomery County den 1. oktober 1807 på sin 61 års fødselsdag og han er begravet ved Augustus Lutheran Church i Trappe, Pennsylvania.
```
.
```

## Minder om Muhlenberg
- Der findes en statue af Peter Muhlenberg i Capitol i Washington DC.
- En anden statue findes på University of Pennsylvania.
- Et mindemærke over ham findes på Connnecticut Avenue i Washington DC. På mindesmærket står "John Peter Gabriel Muhlenberg 1746 – 1807. Serving his Church, His Country, His State."
- Muhlenberg County i Kentucky er opkaldt efter ham.

## Fodnoter
1. ↑  Archiv der Franckeschen Stiftungen, AF St/S B I 94 I, 575-577
2. ↑  Ifølge en biografi, som hans grandnevø, Henry Augustus Muhlenberg skrev i 1849 under titlen: "Life of Major General Peter Muhlenberg." Udkommet hos Carey and Hart i Philadelphia, 1849.
3. ↑  Her citeret på dansk fra Bibelen på Internettet.
4. ↑  The Revolution
5. ↑  Hamner, Christopher. Black-Robed Regiment.
6. ↑  Rådet var den øverste myndighed i Pennsylvanias regering mellem 1787 og 1790 og rådets præsident havde nogenlunde samme beføjelser som en guvernør.

## = Eksterne henvisninger
- Wikimedia Commons har flere filer relateret til Peter Muhlenberg 
=
- (engelsk) His Congressional Biography
- (engelsk) National Statuary Hall Collection Biography
- (engelsk) Biography and statue at the University of Pennsylvania Arkiveret 17. januar 2013 hos  Wayback Machine
- (engelsk) Henry Augustus Muhlenbergs Peter Muhlenberg biografi fra 1849 på archive.org